# Pedrito Rico
Pedro Rico Cutillas, més conegut com a Pedrito Rico (Elda, 7 de setembre de 1932 - Barcelona, 21 de juny de 1988) va ser un cantant, ballarí i actor.

## Biografia
El 1955 va debutar en el Teatre Ruzafa de València, passant després al Teatre Price de Madrid. El 1956 va ser contractat per un empresari teatral argentí per actuar en el Teatro Avenida, el teatre de sarsueles, enclavat en un lloc on es concentra una gran col·lectivitat espanyola a la ciutat de Buenos Aires. El 1958 li va ser concedit el Disc d'Or a Cuba i el Guaicaipuro a Veneçuela com a millor intèrpret estranger.
S'ha sostingut que Pedrito Rico va ser un argentí més per les seues contínues i reeixides visites a aquest país. Cantava temes espanyols, flamenc, melòdic i de vegades també temes boleros o tropicals amb arranjaments a l'estil espanyol i adaptats a la seua particular forma de cantar. Havia començat molt jove i es va consagrar a Argentina amb la companyia “Romería”, en el teatre Avenida, el 1956. Es va guanyar de seguida el favor del públic, que li va donar l'àlies de “L'Àngel d'Espanya”, la qual cosa posteriorment va servir de títol a una de les seues pel·lícules.
Tenia una excel·lent veu i era un bon ballarí, i era molt acurat a l'hora de presentar les seues actuacions en molt bones condicions, tant físiques en general com a vocals en particular. Van ser famoses les seues camises acolorides, així com el seu especial maquillatge, que va servir per aixecar comentaris i crítiques dels seus detractors, d'aquells que no ho consideraven com un autèntic espanyol. No obstant això, res va impedir que omplira els teatres on es presentava ni que les seues actuacions i les seues cançons foren objecte de grans aclamacions, així com de positives ressenyes periodístiques de faràndula. A causa de la seua condició d'homosexual –en aquest temps va mantenir una relació amb Carmen de Mairena– va sofrir seriosos problemes durant la dictadura de Francisco Franco a Barcelona, on va ser assetjat i detingut amb freqüència, situació que li va obligar a marxar definitivament a Amèrica, continent en el qual tenia el triomf assegurat. Es va especular sobre que imitava a Antonio Amaya, a qui es coneixia com “El Gitanillo de Bronze”. Quan aquest va visitar Amèrica no va agradar perquè es creia que ell, a la vegada, imitava a Pedrito Rico.
Va morir a Barcelona. El cantant estava sotmès a tractament mèdic a causa d'una greu anèmia des de feia un any. Una recaiguda en el seu estat de salut li va provocar la mort minuts abans de les tres de la matinada del 21 de juny de 1988. Li havia afectat molt la defunció de la seva mare, ocorreguda l'any anterior. Es diu que va ser un dels pioners de la cançó espanyola, de la qual va gravar diverses desenes de discos, amb èxits com La campanera, Dos cruces, Mi escapulario, La nave del olvido, Negra paloma, Pero reza por mí, Muñequito de papel, Sólo sonrisa i Consuelo la cantaora. La pel·lícula “El Ángel de España” li va donar gran popularitat en tota Hispanoamèrica, on ja se li coneixia amb aquest apel·latiu.
Pedrito Rico va ser distingit el 1980 amb la medalla al Mèrit en el Treball per la seua dedicació a la música folklòrica espanyola. A Elda, la pèrdua del cantant va causar una molta impressió, després de l'arribada de les seues restes mortals, la capella ardent va ser instal·lada a la seu de l'Assemblea local de la Creu Roja, en resultar sa casa insuficient per rebre el testimoniatge de dolor dels seus amics i admiradors.

## Filmografia
- Vestida de novia, (1966)[7]
- Buenas noches, Buenos Aires (1964)[8]
- Feria a Sevilla (1962)[9]
- Venga a bailar el rock (1957)[10]
- L'àngel d'Espanya (1957)[4]